# Oligoneuriella orontensis
Oligoneuriella orontensis is een haft uit de familie Oligoneuriidae. De wetenschappelijke naam van de soort is voor het eerst geldig gepubliceerd in 1980 door Koch.
De soort komt voor in het Palearctisch gebied.